# 10695 Yasunorifujiwara
10695 Yasunorifujiwara este o planetă minoră (asteroid), cu un diametru de 9,61 km, din Outer Main Belt⁠(d). A fost descoperită pe 2 martie 1981 la Observatorul Siding Spring de Schelte J. Bus. 
Obiectul prezintă o orbită caracterizată de o semiaxă mare de 3,2228484 UAi, o excentricitate de 0,13, o înclinație de 5,72408 ° în raport cu ecliptica.